# Jezírkový potok
Jezírkový potok je menší vodní tok ve Středolabské tabuli, levostranný přítok Milčického potoka v okrese Kolín ve Středočeském kraji. Délka toku měří 2 km, plocha povodí činí 6,32 km².

## Průběh toku
Potok pramení ve Žherech, části Klučova, v nadmořské výšce 213 metrů. Potok teče východním směrem a protéká severním okrajem Skramníků. Jezírkový potok se v Tatcích zleva vlévá do Milčického potoka v nadmořské výšce 201 metrů.